# Optimum climatique médiéval

Reconstructions des températures de l'hémisphère nord depuis 2000 ans.

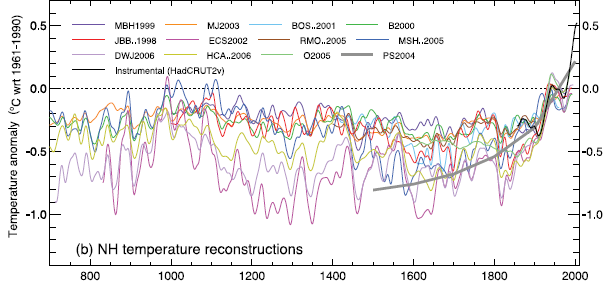
Reconstruction paléoclimatique utilisant de multiples « enregistrements climatiques », d'après des données recueillies par le GIEC dans son rapport de 2006.

Pour les articles homonymes, voir Optimum climatique.
L'optimum climatique médiéval, parfois appelé petit optimum mediéval ou réchauffement climatique de l'an mille, est une période de climat inhabituellement chaud localisé sur les régions de l’Atlantique nord et ayant duré du Xe au XIVe siècle approximativement. L’optimum climatique est souvent rappelé lors des discussions animant le débat contemporain autour du réchauffement climatique. Quelques études signalent cette période comme une anomalie climatique médiévale au sein d'une période de refroidissement global (la néoglaciation (en) holocène), soulignant que l'importance de ses effets dépassa le domaine anecdotique des seules températures.
Le niveau des températures durant l'optimum climatique médiéval était sensiblement plus élevé que celui du petit âge glaciaire qui lui a succédé, il était plus précisément équivalent à celui des années 1990 mais n'aurait pas atteint « globalement » le niveau des températures du début du XXIe siècle,.

## Incertitudes et controverses sur l'ampleur et l'étendue
Depuis la dernière période glaciaire, plusieurs fluctuations climatiques ont eu lieu. Le petit âge glaciaire et la période chaude médiévale sont deux épisodes marquant les deux derniers millénaires. Faute de documents historiques précis et couvrant l'ensemble de la planète et faute de modèles à haute résolution permettant de reconstituer le climat passé, on n'en connaît pas encore précisément les dates, l'amplitude thermique ni l'étendue spatiale. Celles-ci semblent pouvoir varier selon l'hémisphère et les grandes régions biogéographiques.
Selon les données historiques et paléoclimatiques disponibles, il y a eu un « petit optimum climatique médiéval » (période plus chaude) dont les dates de début et de fin sont encore floues. Il se serait manifesté d'environ 950 à 1350, durant le Moyen Âge européen. Des historiens comme Emmanuel Le Roy Ladurie restent prudents quant à la durée de cette période : « Laissons de côté, ou du moins considérons avec prudence, la notion de « petit optimum médiéval » (POM). On a voulu le faire durer du IXe au XIIIe siècle et l'étendre au monde entier ! […] Je veux me borner ci-après à une constatation essentiellement séculaire : il y a bien en tout état de cause au XIIIe siècle, « en Europe occidentale », une longue série d'étés secs, vraisemblablement chauds, qui se montrent dans l'ensemble plutôt favorables aux agriculteurs, et par voie de conséquence, aux consommateurs ». Emmanuel Le Roy Ladurie a documenté cet optimum médiéval en Europe occidentale par les dates des moissons et des vendanges, la dendrologie, les écrits de la période ou encore le recul des glaciers alpins, l'ensemble de ses recherches a fait l'objet d'une étude : Histoire du climat depuis l'an mil parue en 1967.
Les recherches initiales sur cet événement climatique et le petit âge glaciaire qui s'ensuivit ont essentiellement été menées en Europe où le phénomène semble être à la fois le plus visible et surtout le mieux documenté.
Tandis que les causes du petit âge glaciaire paraissent assez clairement liées à la faiblesse de l'activité solaire (absences de taches solaires), celles de l'optimum médiéval sont difficiles à discerner, d'autant que les causes anthropiques peuvent être exclues. La variation des cycles de Milankovitch notamment l'inclination de l'axe de la terre et sa proximité avec le soleil pourrait cadrer avec un réchauffement de l'hémisphère nord mais les liens restent à établir. Les pistes de l'activité solaire, de la faiblesse du volcanisme ou encore davantage celle d'une modification du Gulf stream semblent plus prometteuses.
Il était admis initialement que les variations de température étaient mondiales. Cependant, ces vues sont remises en question ; le rapport 2001 du Groupe d'experts intergouvernemental sur l'évolution du climat résume l’état des connaissances, selon le panel d'experts et de sciences représentés au sein de cet organisme : « …les faits actuels ne permettent pas d’affirmer qu’il y ait eu des périodes synchrones de refroidissement ou de réchauffement anormal sur la période considérée, et les termes conventionnels de « petit âge glaciaire » et d’« optimum climatique » s’avèrent être de peu d’utilité pour décrire les tendances, à l’échelle d’un hémisphère ou du monde, des changements de température moyenne des siècles passés ». L’agence des États-Unis responsable des études océaniques et atmosphériques (NOAA) affirme quant à elle que l’« idée d’un « optimum climatique médiéval » hémisphérique ou mondial qui aurait été plus chaud qu’aujourd’hui d’une façon ou d’une autre, ne s’est pas avérée » et que « ce que montrent les traces existantes est qu’il n’y a pas eu de période pluri-séculaire sur laquelle les températures de l’hémisphère ou du monde aient pu atteindre ou dépasser celles du XXe siècle ».
Certains paléoclimatologues qui travaillent sur des reconstructions régionales du climat historique nomment, par convention, l'intervalle le plus froid du nom de « petit âge glaciaire » et la période la plus chaude du nom de « réchauffement climatique médiéval »,. D’autres suivent la convention et quand ils identifient un événement climatique significatif au sein des périodes de petit âge glaciaire ou d’optimum climatique, relient leurs événements à ladite période. Certains événements de l’optimum climatique sont ainsi des périodes d’humidité accrue ou de froid plutôt qu’à proprement parler des réchauffements, ce qui est particulièrement vrai au centre de l’Antarctique, où des manifestations climatiques qui sont opposées à l’évolution dans l’Atlantique Nord, ont été relevées.

## Évènements climatiques contemporains de l'optimum médiéval
Si les données actuelles ne permettent pas d'avoir une vision mondiale du climat durant la période 900 à 1300, certains épisodes climatiques chauds dans différents régions du monde ont pu être collectés pour cette période :

### Atlantique Nord et Amérique du Nord

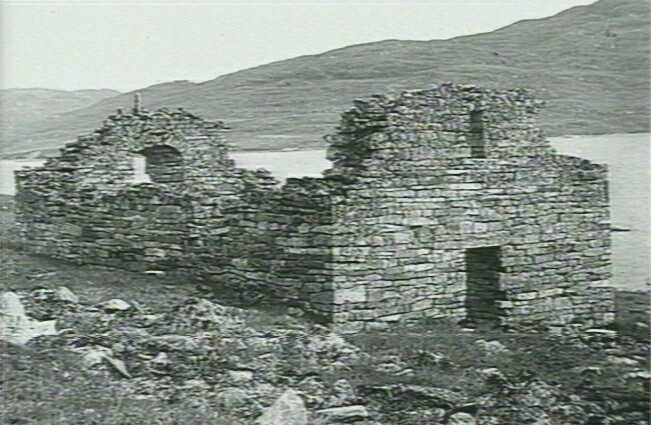
Les derniers écrits des Scandinaves établis au Groenland datent de 1408 et relatent un mariage célébré en l’église de Hvalsey -.

Les Vikings tirèrent avantage des mers libres de glaces pour coloniser le Groenland et d’autres terres écartées du Grand Nord, L’optimum climatique médiéval fut suivi par le petit âge glaciaire, une ère de refroidissement qui dura jusqu’au XIXe siècle. Dans la baie de Chesapeake (États-Unis), des chercheurs ont démontré d’importantes variations de températures au cours de l’optimum climatique (autour de 800 à 1300) et le petit âge glaciaire (environ 1400-1850), peut-être en relation avec des changements dans la force de la circulation thermohaline nord-atlantique. Des sédiments dans le marais du Piermont de la basse vallée de l'Hudson (État de New York, États-Unis) attestent une période médiévale chaude et sèche entre 800 et 1300.
Des sécheresses prolongées ont affecté plusieurs régions de l’ouest des États-Unis et particulièrement la Californie orientale et l’ouest du Grand Bassin. L’Alaska doit subir à trois reprises des vagues de chaleur similaires : entre l’an 1 de l’ère chrétienne et 300, entre 850 et 1200, et après 1800.
En 1996, une datation au carbone 14 d’un échantillon de sédiments prélevé dans la mer des Sargasses a montré que lors du petit âge glaciaire, la température de surface de la mer en ce lieu était approximativement 1 °C plus basse que sur la période 1960-1990, et que lors de l’optimum climatique médiéval elle était approximativement 1 °C plus haute que sur la période 1960-1990.

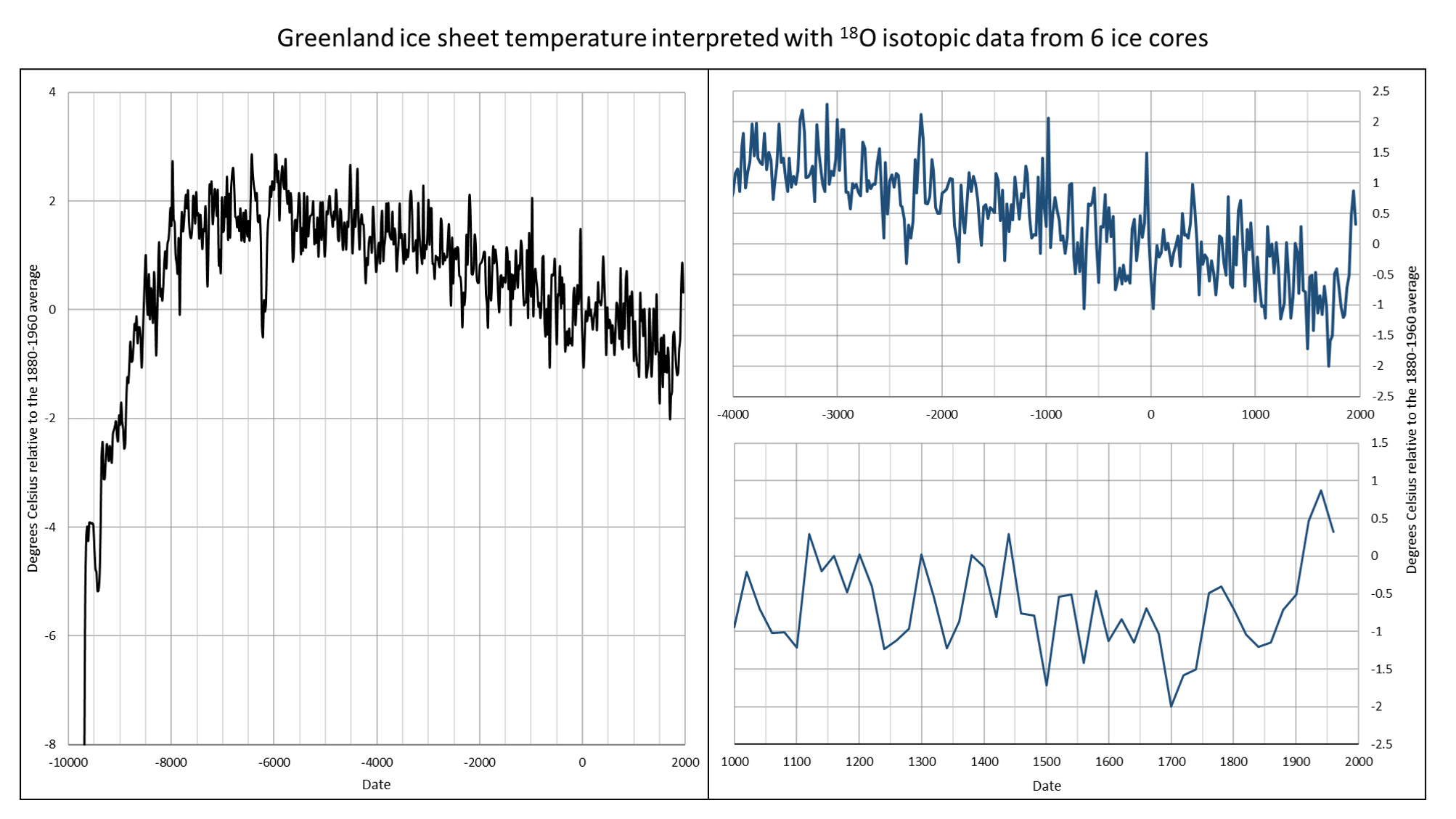
Températures de la calotte glaciaire du Groenland interprétées à partir d'une compilation de 6 carottes de glace (Vinther, B., et al., 2009). Les données commencent en -9690 et se terminent en 1970, avec une résolution d'environ 20 ans, ce qui signifie que chaque point de données représente la température moyenne des 20 années environnantes.

Durant l’optimum climatique, la culture de la vigne s’étend dans le nord de l’Europe jusqu’à la Grande-Bretagne méridionale,,,, où on la trouve seulement depuis les années 1960 (Cf viticulture en Grande-Bretagne).

### Afrique, Antarctique, océan Pacifique, Australie, Japon
Le climat en Afrique équatoriale orientale a alterné entre plus sec qu’aujourd’hui et relativement humide. Le climat le plus sec se retrouve pendant l’optimum climatique médiéval, aux alentours de 1000 à 1270.
Une carotte de glace extraite à l’est du bassin de Bransfield, dans la péninsule Antarctique, met clairement en évidence des événements du petit âge glaciaire et de l’optimum climatique médiéval. La carotte permet de distinguer nettement une période froide autour de 1000-1100 apr. J.-C., illustrant justement le fait que l’optimum climatique est une notion mouvante, et que pendant cette période « chaude » il a pu y avoir simultanément, et localement, des périodes plus chaudes (en Arctique) et des périodes plus froides (en Antarctique).
L’étude des coraux dans l’océan Pacifique donne à penser que des conditions fraîches et sèches pourraient avoir persisté au début du deuxième millénaire, ce qui est cohérent avec des manifestations environnementales telles que peut en produire la Niña.
Malgré la grande rareté des données concernant l’Australie (aussi bien quant à l’optimum climatique que concernant le petit âge glaciaire), les preuves que constituent les strates de graviers modelées par les vagues plaident pour un lac Eyre en eau de façon permanente au cours des IXe et Xe siècles, ce qui est cohérent avec une configuration type La Niña, bien que ce soit insuffisant en soi pour démontrer comment le niveau du lac a pu varier d’une année à l’autre ou ce que les conditions climatiques ailleurs en Australie ont pu être.
Adhikari et Kumon (2001), en prélevant des sédiments du lac Nakatsuna dans le centre du Japon, ont constaté là aussi l’existence de l’optimum climatique comme du petit âge glaciaire l’ayant suivi.